# Турець (Мінська область)
Турець (біл. Турэц) —  село в складі Червенського району Мінської області, Білорусь. Село підпорядковане Клиноківській сільській раді, розташоване в центральній частині області.